# Citron no ame
Citron no ame (jap. シトロンの雨 Shitoron no ame) – ósmy album studyjny japońskiej piosenkarki Yukari Tamury, wydany 8 września 2010. Album osiągnął 6 pozycję w rankingu Oricon, sprzedał się w nakładzie 26 663 egzemplarzy.
Utwór Heavenly Stars został wykorzystany w rozpoczęciach programu Card Gakuen (jap. カード学園 Kādo Gakuen) stacji TBS, utwór Gratitude wykorzystano w rozpoczęciach programów radiowych Tamura Yukari no Itazura Kuro Usagi (jap. 田村ゆかりのいたずら黒うさぎ) oraz Kissa Kuro Usagi ~Himitsu no Kobeya~ (jap. 喫茶 黒うさぎ〜秘密の小部屋〜). Utworu Raison d'etre no kagi użyto w zakończeniach programu Kissa Kuro Usagi ~Himitsu no Kobeya~, a Koi ni ochita Painter użyto w zakończeniach programu Tamura Yukari no Itazura Kuro Usagi.

## Lista utworów
| Nr  | Tytuł                                                                                        | Słowa                   | Kompozycja        | Aranżacja         | Czas |
| --- | -------------------------------------------------------------------------------------------- | ----------------------- | ----------------- | ----------------- | ---- |
| 1.  | "Heavenly Stars"                                                                             | Manami Fujino           | Masatomo Ōta      | Masatomo Ōta      | 3:54 |
| 2.  | "Gratitude"                                                                                  | Gorō Matsui             | Masatomo Ōta      | Masatomo Ōta      | 4:23 |
| 3.  | "Kamisama Rescue me!!" (jap. 神様Rescue me!!)                                                | Gorō Matsui             | Kazuya Komatsu    | Kazuya Komatsu    | 4:55 |
| 4.  | "Love Love Baby Happy Star" (jap. ラブラブベイビーハッピースター Rabu Rabu Beibī Happī Sutā) | Miku Hatsuki            | Kazuya Komatsu    | Kazuya Komatsu    | 4:02 |
| 5.  | "You & Me" (Yukari Tamura feat. motsu from m.o.v.e)                                          | Miku Hatsuki Rap: motsu | Kazuya Komatsu    | Kazuya Komatsu    | 4:02 |
| 6.  | "Love Sick" (Yukari Tamura feat. motsu from m.o.v.e)                                         | Gorō Matsui Rap: motsu  | Masatomo Ōta      | Masatomo Ōta      | 4:05 |
| 7.  | "Tiny Rainbow"                                                                               | Karen Shīna             | Masatomo Ōta      | Masatomo Ōta      | 4:07 |
| 8.  | "Suna ochiru mizu no kyūden" (jap. 砂落ちる水の宮殿)                                         | Aki Hata                | Kazunori Watanabe | Kazunori Watanabe | 4:29 |
| 9.  | "Shinseiro" (jap. 神聖炉)                                                                    | Aki Hata                | Masatomo Ōta      | Masatomo Ōta      | 3:40 |
| 10. | "Raison d'etre no kagi" (jap. レゾンデートルの鍵 Rezondētoru no kagi)                        | Gorō Matsui             | Masatomo Ōta      | Masatomo Ōta      | 5:42 |
| 11. | "My wish My love"                                                                            | Karen Shīna             | Masatomo Ōta      | Masatomo Ōta      | 5:21 |
| 12. | "Oshiete A to Z" (jap. おしえて A to Z)                                                      | Manami Fujino           | Masatomo Ōta      | Masatomo Ōta      | 4:02 |
| 13. | "Koi ni ochita Painter" (jap. 恋におちたペインター Koi ni ochita Peintā)                     | Gorō Matsui             | Masatomo Ōta      | Masatomo Ōta      | 4:17 |
| 14. | "Goody & Happy"                                                                              | Gorō Matsui             | Masatomo Ōta      | Masatomo Ōta      | 4:19 |
| 15. | "LOVE ME NOW!"                                                                               | Manami Fujino           | Masatomo Ōta      | Masatomo Ōta      | 3:44 |